# Động đất Sanriku 2011
Động đất Sanriku 2011 (三陸沖地震 Sanriku-oki jishin) xảy ra vào lúc 11:45 (giờ Nhật Bản), ngày 9 tháng 3 năm 2011. Trận động đất có cường độ 7.3 richter, tâm chấn độ sâu khoảng 8 km. Ngay sau khi xảy ra động đất, Cơ quan Khí tượng Nhật Bản đã đưa ra cảnh báo sóng thần. Sóng thần cao 55 cm đã đánh vào cảng Ōfunato, Iwate
Trận động đất trên được coi là tiền chấn của Động đất và sóng thần Tōhoku 2011 xảy ra hai ngày sau đó. Hậu quả trận động đất đã làm 2 người bị thương.

## Sóng thần
| Vùng     | Địa điểm                                        | Chiều cao thực tế (cm) |
| -------- | ----------------------------------------------- | ---------------------- |
| Hokkaidō | Bờ biển phía Đông Hokkaidō giáp Thái Bình Dương | 7 cm                   |
| Hokkaidō | Trung tâm bờ biển Hokkaidō giáp Thái Bình Dương | 30 cm                  |
| Hokkaidō | Bờ biển phía Tây Hokkaidō giáp Thái Bình Dương  | 16 cm                  |
| Tōhoku   | Bờ biển Aomori giáp Thái Bình Dương             | 21 cm                  |
| Tōhoku   | Iwate                                           | 55 cm                  |
| Tōhoku   | Miyagi                                          | 48 cm                  |
| Tōhoku   | Fukushima                                       | 21 cm                  |
| Kantō    | Ibaraki                                         | 20 cm                  |
| Kantō    | Chiba                                           | 8 cm                   |
| Kantō    | Quần đảo Ogasawara                              | 6 cm                   |